# Bouconville-sur-Madt
Bouconville-sur-Madt è un comune francese di 105 abitanti situato nel dipartimento della Mosa, nella regione del Grand Est.

## Società

### Evoluzione demografica
Abitanti censiti